# Энгурес
Э́нгурес (латыш. Engures ezers) — озеро в Латвии, расположенное на стыке Талсинского и Тукумского краёв. В озеро впадают реки Мелнупе, Грунчу, Алкснайгравис, Чекстгравис, Калнупе, Дзедрупе, Пелчупе, Дурсупе, Юргупе. Из озера вытекает канал Мерсрага. Озеро Энгурес — третье по площади озеро Латвии. На побережье восточной части озера находится орнитологический исследовательский центр. На озере находится 9 островов общей площадью 85 га, частично поросших лесом: Акменьрова, Апальрова, Гаррова, Казрова, Лиела, Лиелрова, Лопсала, Мазсалиня.